# Cerastium venezuelanum
Cerastium venezuelanum là loài thực vật có hoa thuộc họ Cẩm chướng. Loài này được Briq. mô tả khoa học đầu tiên năm 1911.